# Las zapatillas coloradas
Las zapatillas coloradas è un lungometraggio argentino del 1952 diretto da Juan Sires e da Enrique Carreras.

## Trama
Due detective vengono assunti per indagare sul furto di scarpe essenziali per un famoso ballerino.